# Yamana

Gli Yámana, detti anche Yaghan, era una delle più importanti tribù fuegine, insediata nella zona più meridionale della Terra del Fuoco (principalmente a Capo Horn), ora estinta.
Le loro tradizioni furono descritte principalmente dai missionari, tra i quali il più attivo fu Lucas Bridges, il quale visse, nel corso della seconda metà del XIX secolo, la sua gioventù in mezzo a loro, descrivendoli anni dopo nelle sue memorie, "Ultimo confine del mondo", qui usate come fonte principale.

## Etimologia dei due nomi
Il nome "Yamana", con cui questa tribù si riconosce, significa semplicemente "gente".
Il nome "Yaghan", oggi molto diffuso, fu invece dato da uno dei primi missionari, Thomas Bridges, che lo prese dal nome degli abitanti della zona del canale Murray. Il nome, inizialmente riferito solo a quella specifica zona, in seguito andò ad indicare l'intero popolo.

## Lingua
Le parole della lingua yamana, particolarmente ricca di vocaboli, furono raccolte da un missionario inglese, Thomas Bridges, e il vocabolario da lui curato contava ben 32.000 voci. Il figlio di questi, Lucas Bridges, ha scritto quello che è, probabilmente, il più importante trattato rimasto riguardante questo popolo, "Ultimo confine del mondo".
Cristina Calderón, ultima persona a parlare tale idioma come lingua madre, è morta nel 2022 all'età di 93 anni.

## Descrizione, stile di vita e usanze

### Occupazioni
Gli Yamana "erano considerati scalatori audaci e marinai eccellenti, mentre evitavano il più possibile di spingersi all'interno", arido e popolato da spiriti ostili e temibili tribù rivali, come gli Ona.

### Problemi
Nutrendosi quasi esclusivamente di pesci e molluschi, gli Yamana avevano a disposizione pochissime pelli, ricavate principalmente da lontre e volpi, nonché dai guanachi, mentre le pelli del leone marino erano utilizzate come cibo o come funi per calarsi dalle rupi, quando cacciavano uccelli. L'espressione per "povero" in lingua yamana, "api tupan", stava infatti ad indicare coloro che non avevano pellicce, che erano "solo corpo".

## Storia

### Origini
Gli Yámana occuparono i canali della frastagliata Terra del Fuoco circa 6.000 anni fa, dopo che le ultime tracce della glaciazione si erano attenuate, e si erano riformate fitte foreste di faggi australi.
L'origine degli Yámana è ancora oggi incerta, probabilmente provenivano dal litorale cileno meridionale. A quei tempi erano un popolo ben attrezzato per la pesca, per la caccia e per la navigazione.

### Primi problemi
Verso la fine del XVIII secolo accadde un fatto storico che avrebbe inciso in modo determinante sulle possibilità di sviluppo e di sussistenza di tutto il loro popolo: i nordamericani e gli europei iniziarono, in quel periodo, a cacciare intensamente i mammiferi marini e le otarie, tanto da provocarne, in breve tempo, quasi un'estinzione. Una delle conseguenze di questo rapido sovrasfruttamento di risorse naturali fu una alterazione dell'ecosistema con conseguenze catastrofiche per gli Yámana, che basavano tutte le loro risorse di sussistenza proprio su quegli animali.
Inoltre, i coloni introdussero nella Terra del Fuoco molte specie animali aliene, come ad esempio i conigli e i castori: i primi brucarono l'erba e colonizzarono in massa il territorio, i secondi alterarono l'ambiente acquatico con le loro dighe e l'abbattimento degli alberi.

### L'incontro con Darwin
Nel diario di Charles Darwin, gli indios Yámana vennero descritti con una certa accuratezza. Il primo incontro avvenne l'8 dicembre 1832, durante un viaggio dell'HMS Beagle. Gli Yámana apparvero a Darwin come esseri inferiori, selvaggi, sudici, spesso dediti all'antropofagia e fermi nel loro sviluppo evolutivo.
Darwin annotò che gli Yámana si esprimevano in un linguaggio non articolato e che non possedevano abiti, né abitazioni proprie; parevano dunque non appartenere al genere umano:
(Dal diario di Darwin (1832))
In realtà l'esperimento antropologico effettuato dal capitano della nave, Robert FitzRoy, dimostrò parzialmente il contrario, dato che i tre giovani Fuegini condotti in Inghilterra nel 1830 e rieducati secondo i metodi europei, mostrarono sorprendenti capacità culturali, di adattamento e di apprendimento. Due anni dopo, nel 1832, una volta riaccompagnati nello loro terre di origine, i tre ripresero la loro vita precedente.

### Evangelizzazione
Dopo diverse spedizioni, il missionario anglicano inglese Allen Gardiner fondò la South American Mission Society, dedicata interamente all'evangelizzazione della Terra del Fuoco, e nel 1850, partì con sei compagni: purtroppo per loro, a causa dei ritardi nell'arrivo della nave che doveva rinnovare loro le provviste, morirono tutti di stenti.
La società non chiuse i battenti e venne successivamente guidata dal reverendo John Pakenham Despard, che si stabilì nelle isole Falkland, a Keppel Island, intrattenendo buone relazioni con gli Yaghan a partire dal 1855. Quando però decise di inviare una spedizione incaricata per costruire una chiesa, questa fu massacrata il 6 novembre 1859.
A questo punto, Despard ritornò in Inghilterra, mentre uno dei suoi due figli adottivi, Thomas Bridges, pressoché ventenne, decise di restare per continuare la sua opera. Dopo aver continuato per diversi anni ad intrattenere rapporti con gli Yaghan, Bridges riuscì a fondare le prime colonie di bianchi nella Terra del Fuoco, tra cui Ushuaia, dove si stabilì nel 1871 con la moglie Mary, sposata due anni prima, dalla quale ebbe ben sei figli, tre maschi e tre femmine. Uno di loro, Lucas Bridges, da adulto riuscì ad intrattenere rapporti anche con gli Ona, tribù dell'interno molto temute dagli Yaghan. I Bridges tornarono in Europa all'inizio della prima guerra mondiale, tornando poi saltuariamente nella Terra del Fuoco fino alla loro morte.

### Calo della popolazione
Nonostante l'opera di evangelizzazione, la popolazione continuò a calare: all'arrivo di Darwin gli Yaghan erano circa 3.000, ma vennero rapidamente sterminati a causa delle epidemie. Nel 1884 erano solo 1.000 e nel giro dell'anno divennero 400, a causa di un'epidemia di morbillo. Nel 1908 ne erano rimasti 170, a fine novembre del  1932 solo 43, meticci compresi. Dopo la morte di Acuña Calderón (12 ottobre 2005), l'unica Yaghan purosangue rimasta fu la sua sorellastra Cristina Calderón, che morì a Punta Arenas il 16 Febbraio 2022. Con lei scomparve anche la lingua yámana: era infatti l'ultima persona sulla terra a saper ancora parlare questo idioma.